# Parafia św. Józefa w Szeginiach
Parafia św. Józefa w Szeginiach − parafia rzymskokatolicka znajdująca się w archidiecezji lwowskiej w dekanacie Mościska.